# Mohring-Effekt
Der Mohring-Effekt beschreibt einen Zusammenhang im öffentlichen Personenverkehr (ÖPV), den Herbert Mohring, Verkehrswissenschaftler an der Universität von Minnesota, 1972 erstmals in einem Aufsatz beschrieb.
Mohring beschreibt dabei den folgenden Zusammenhang zwischen Nachfragesteigerung und Kostensenkung im ÖPV: Wenn die Nachfrage durch steigende Fahrgastzahlen steigt und damit die Taktfrequenz der Fahrzeuge (Bus, Bahn aber auch Flugzeug) erhöht wird, sinkt gleichzeitig die Wartezeit der Passagiere. Somit sinken die Kosten und Wartezeit für Fahrgäste bei steigender Nachfrage. 
Wenn die Kapazitätsgrenze jedoch erreicht wird, können die Vorteile durch Stauungen kompensiert werden.